# Dümmer (Gemeinde)
Dümmer ist eine Gemeinde im Landkreis Ludwigslust-Parchim in Mecklenburg-Vorpommern (Deutschland). Sie wird vom Amt Stralendorf mit Sitz in der Gemeinde Stralendorf verwaltet.

## Geografie

### Lage
Dümmer liegt rund 14 Kilometer südwestlich von Schwerin und 16 Kilometer nördlich von Hagenow am Dümmersee, durch den die Sude fließt.

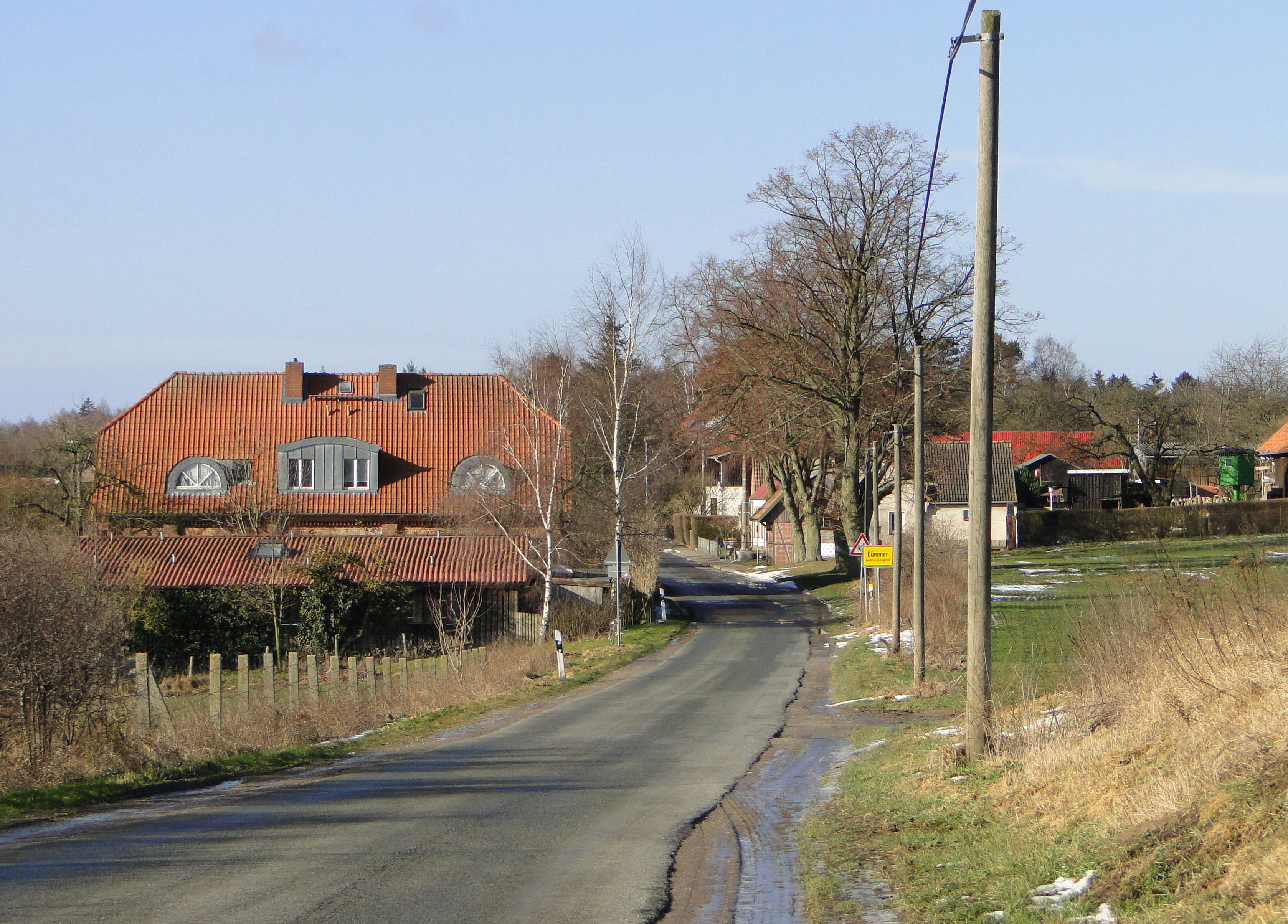
Ortseinfahrt von Osten
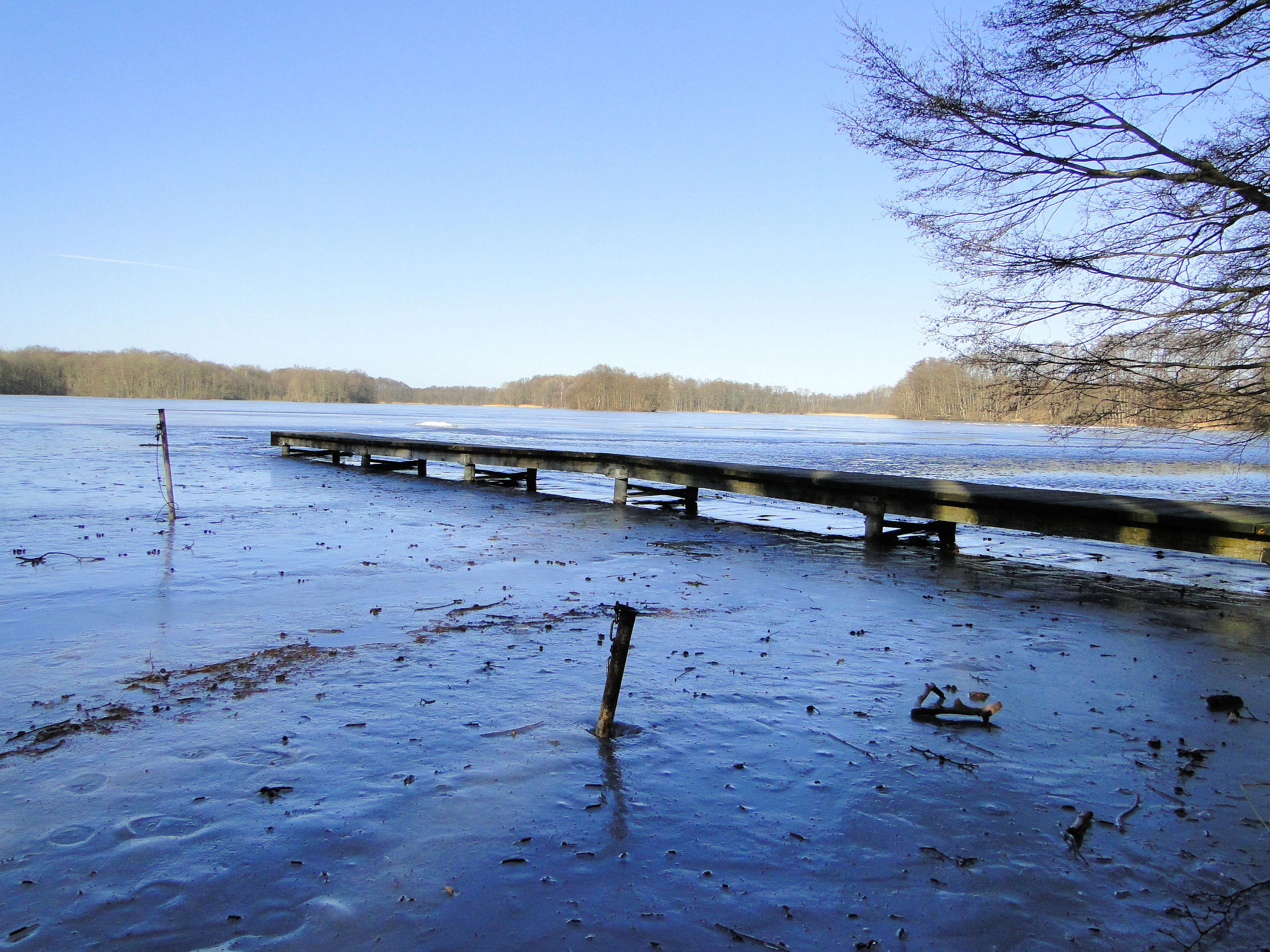
Dümmersee
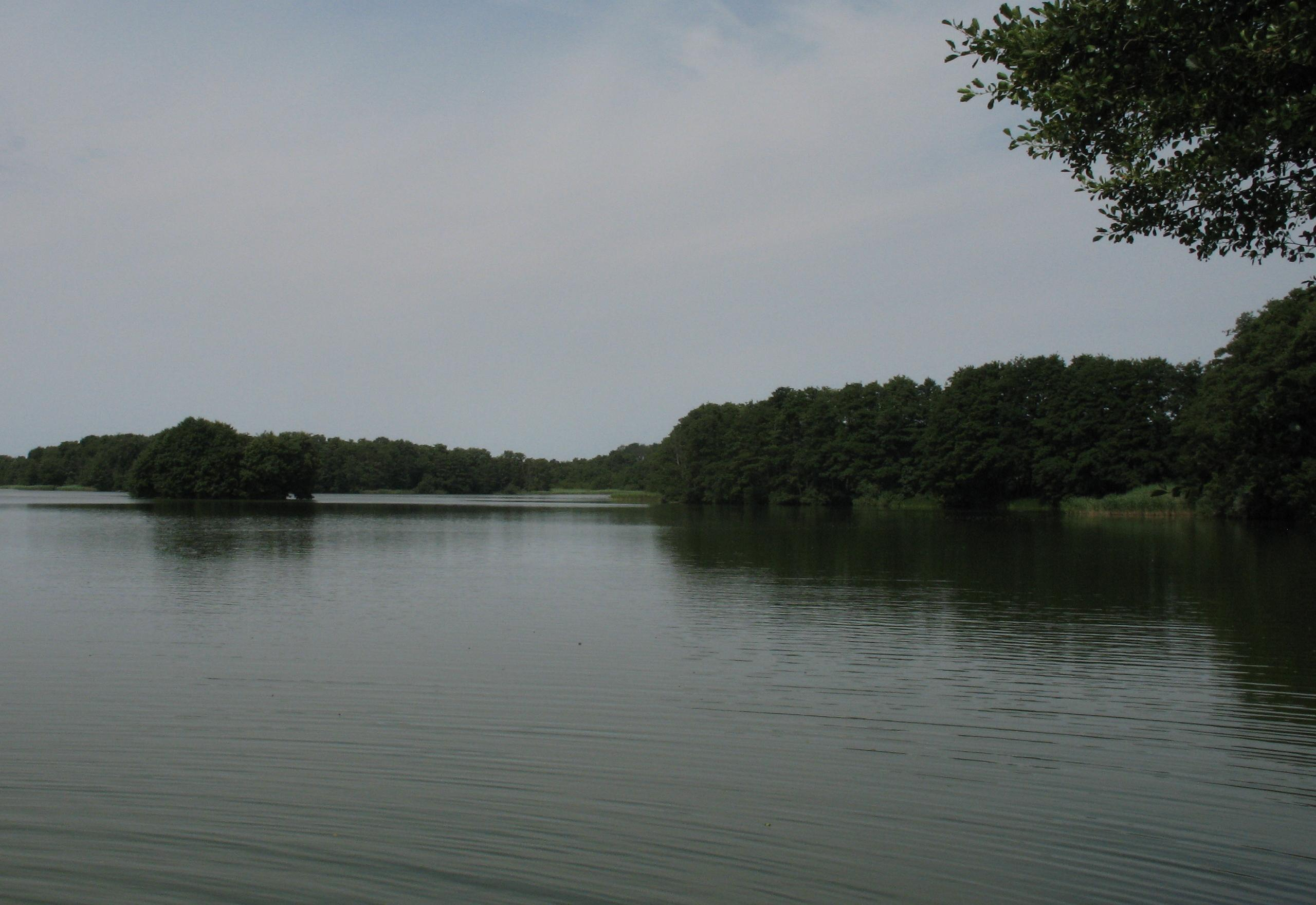
Dümmersee mit Schlossinsel

Umgeben wird Dümmer von den Nachbargemeinden Gottesgabe im Norden, Grambow und Zülow im Nordosten, Stralendorf im Osten, Warsow und Schossin im Südosten, Hülseburg im Süden, Wittendörp im Westen sowie Perlin im Nordwesten.

### Ortsteile
Ortsteile der Gemeinde sind:
- Dümmer (mit Dümmerhütte, Dümmerstück, Dümmerstück Hof, Kowahl)
- Parum (Eingemeindung am 13. Juni 1999)[3]
- Walsmühlen (Eingemeindung am 15. Januar 1973)[4]

## Geschichte
Hügelgräber und Urnenfelder zeugen davon, dass in der Nähe des Dümmer Sees in den Jahrtausenden nach der Eiszeit immer wieder Menschen lebten, um 600 z. B. slawische Siedler, die Obotriten. Auch der Ortsname entstammt der westslawischen Sprache Polabisch, in der das Wort „düm“ für Familie und Haus steht.
Dümmer wurde erstmals im Ratzeburger Zehntregister 1230 erwähnt. Bei Walsmühlen vermutet man, dass eine an der Sude erbaute Mühle Namensgeber war. Der Name der Siedlung Dümmerhütte erklärt sich durch die ab 1645 in Dümmer ansässigen Glashütten. Der Ort Parum wurde 1194 erstmals erwähnt. Die erste Schule in Dümmer wurde 1710 eröffnet. Am 6. März 1719 fand in der Gemarkung während des Großen Nordischen Krieges ein Gefecht zwischen Mecklenburgischen und Hannoveranischen Truppen statt, wobei die Mecklenburger von dem späteren preußischen Generalfeldmarschall Kurt Christoph von Schwerin geführt wurden.
Am 1. Juli 1950 wurden die bis dahin eigenständigen Gemeinden Dümmerhütte und Dümmerstück Hof eingegliedert.
1968 entstand ein Naherholungsgebiet am Dümmersee.

## Bevölkerung
| Jahr | Einwohner |
| ---- | --------- |
| 1990 | 0618      |
| 1995 | 0798      |
| 2000 | 1432      |
| 2005 | 1414      |
| 2010 | 1377      |
| 2015 | 1430      |

| Jahr | Einwohner |
| ---- | --------- |
| 2020 | 1523      |
| 2021 | 1543      |
| 2022 | 1581      |
| 2023 | 1575      |

Stand: 31. Dezember des jeweiligen Jahres

## Politik

### Gemeindevertretung
Die Gemeindevertretung von Dümmer besteht aus 12 Mitgliedern. Die Kommunalwahl am 9. Juni 2024 führte bei einer Wahlbeteiligung von 76,9 % zu folgendem Ergebnis:
| Partei / Wählergruppe            | Stimmenanteil 2019 | Sitze 2019 |  | Stimmenanteil 2024 | Sitze 2024 |
| -------------------------------- | ------------------ | ---------- |  | ------------------ | ---------- |
| Dorf-er-leben (Del)              | –                  | –          |  | 61,0 %             | 7          |
| Bürger für unsere Gemeinde (BfG) | 58,4 %             | 6          |  | 39,0 %             | 5          |
| CDU                              | 14,1 %             | 1          |  | –                  | –          |
| Einzelbewerberin Jenny Schmidt   | 09,2 %             | 1          |  | –                  | –          |
| Einzelbewerber Florian Rolof     | 08,7 %             | 1          |  | –                  | –          |
| Einzelbewerber Martin Herrmann   | 05,2 %             | 1          |  | –                  | –          |
| Einzelbewerber Heitkamp          | 02,8 %             | –          |  | –                  | –          |
| Einzelbewerber Manfred Tinte     | 01,7 %             | –          |  | –                  | –          |
| Insgesamt                        | 100 %              | 10         |  | 100 %              | 12         |

### Bürgermeister
- 2019–2024: Anke Gräber (Bürger für unsere Gemeinde)
- seit 2024: Dirk Hoffmann (Dorf-er-leben)

Bei der Bürgermeisterwahl am 26. Mai 2019 wurde Gräber ohne Gegenkandidat mit 71,4 % der gültigen Stimmen gewählt.
Am 9. Juni 2024 wurde Hoffmann mit 63,6 % der gültigen Stimmen zu ihrem Nachfolger gewählt. Seine Amtszeit beträgt fünf Jahre.

### Dienstsiegel
Die Gemeinde verfügt über kein amtlich genehmigtes Hoheitszeichen, weder Wappen noch Flagge. Als Dienstsiegel wird das kleine Landessiegel mit dem Wappenbild des Landesteils Mecklenburg geführt. Es zeigt einen hersehenden Stierkopf mit abgerissenem Halsfell und Krone und der Umschrift „GEMEINDE DÜMMER • LANDKREIS LUDWIGSLUST-PARCHIM“.

## Sehenswürdigkeiten

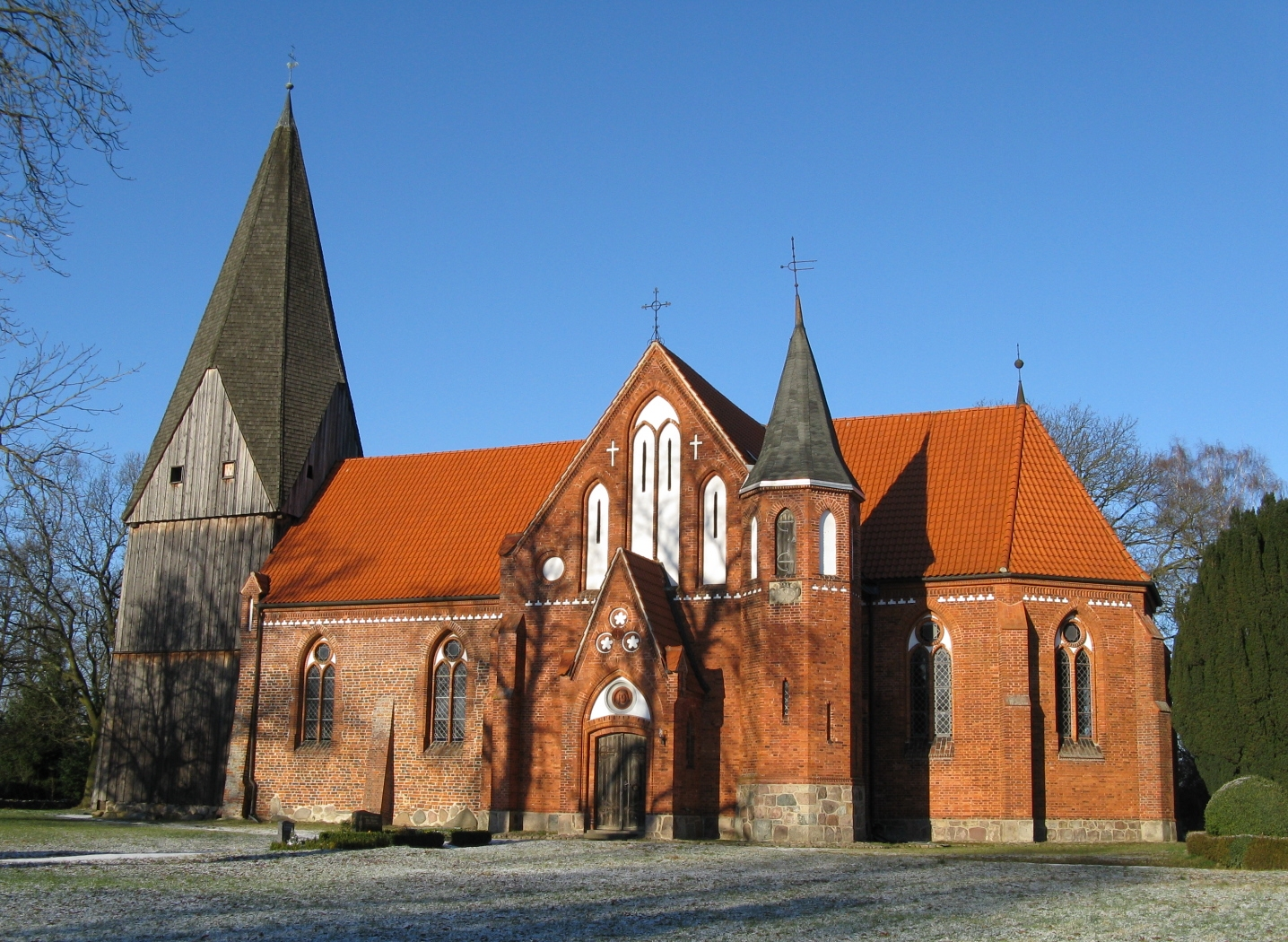
Dorfkirche in Parum

- Die Dorfkirche Parum ist eine gotische Backsteinkirche mit Feldsteinsockel, deren Mittelschiff um 1450 entstand. Erweiterungen erfuhr das Bauwerk im Ortsteil Parum um 1770 mit dem Holzturm und um 1870 mit einem neuen Chor und dem Querschiff im Stil der Neugotik. Ebenfalls neogotisch ist die Inneneinrichtung.[12] Die Orgel wurde 1871 erbaut, sie stammt von Johann Heinrich Runge. Eine Restaurierung erfolgte 2005.[13]
- Der Schlossberg im Schleusenholz östlich von Dümmer ist eine mittelalterliche Burganlage. Nach Überlieferungen aus dem 14. Jahrhundert wurde sie durch Vasallen des Stifts Ratzeburg errichtet. Wegen der Nähe zur Grafschaft Schwerin kam ihr eine besondere Bedeutung zu. Der heute von einem Wald bewachsene Berg mit dem ihm umgebenden Graben ist als Bodendenkmal ausgewiesen, erkennbar durch ein Schild.

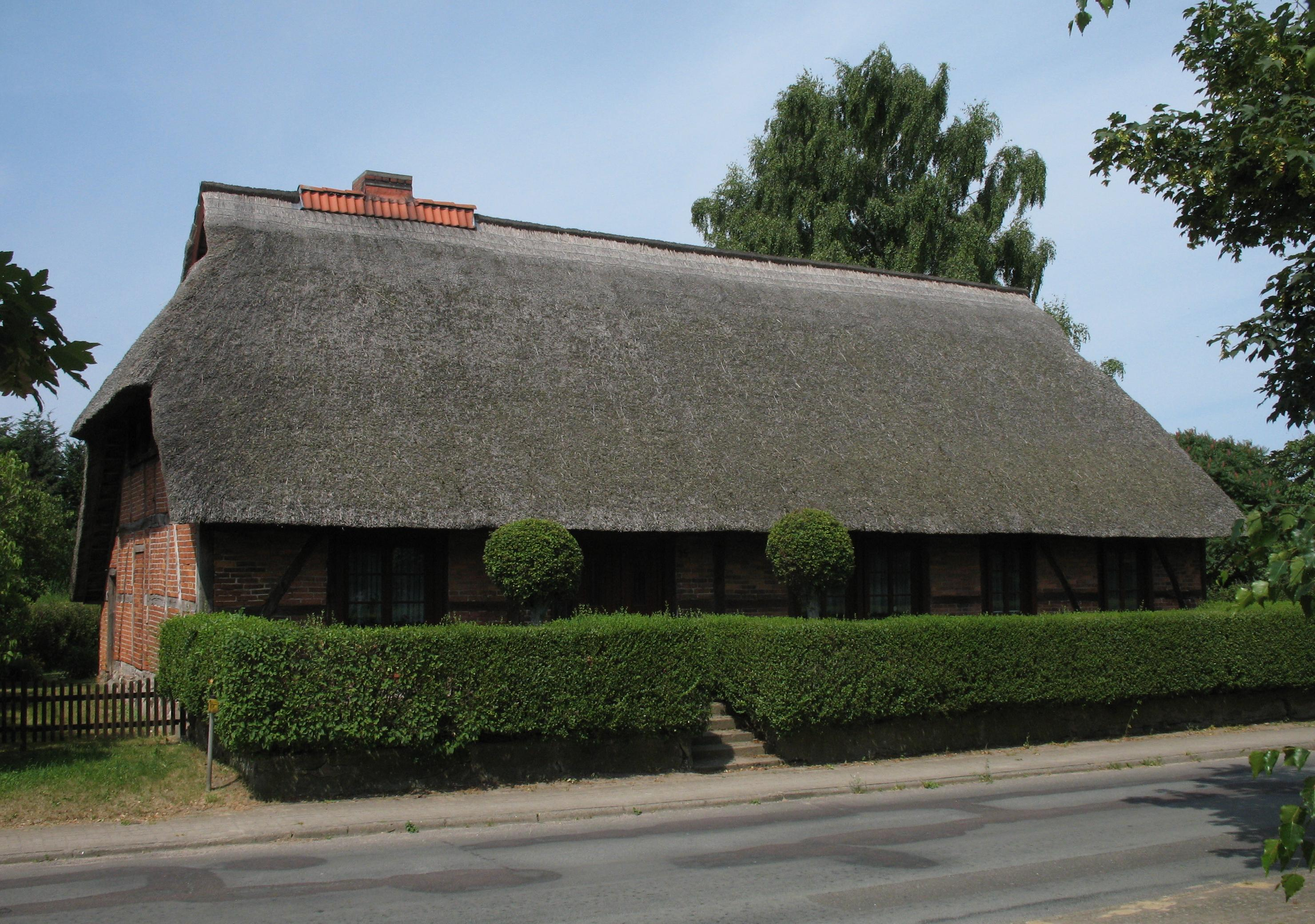
Dorfstraße 35
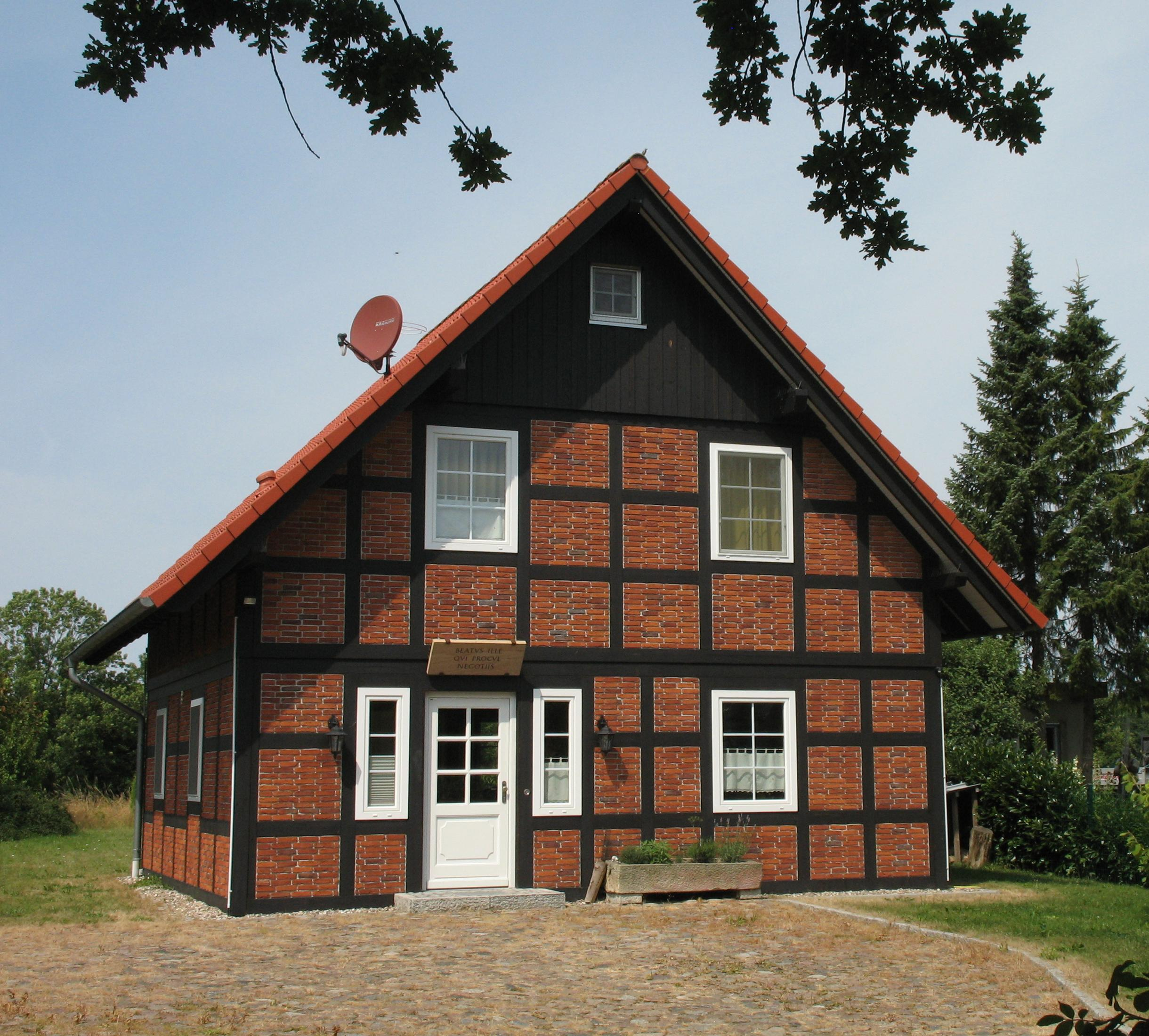
Dorfstraße 39b
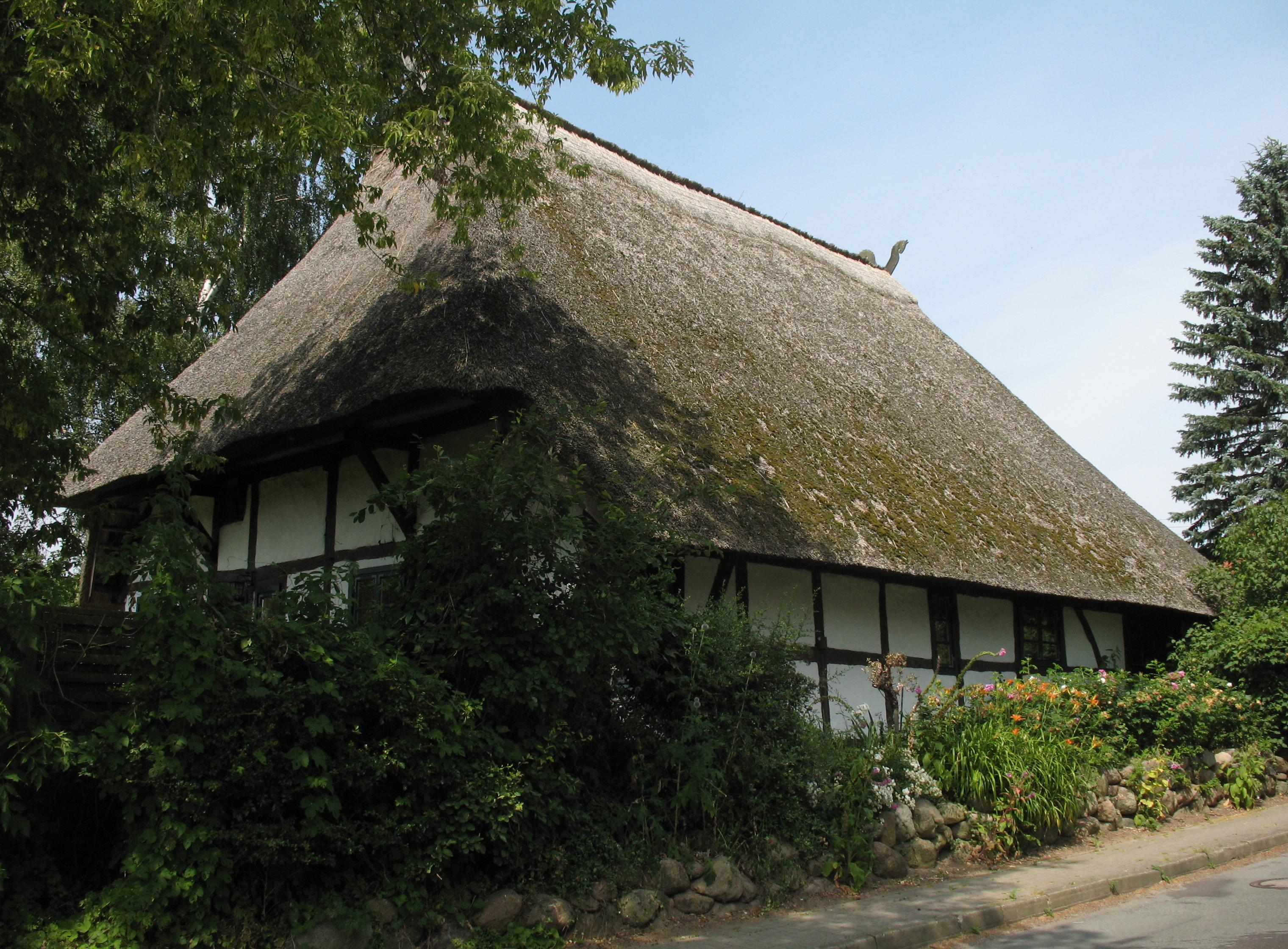
Dorfstraße 10
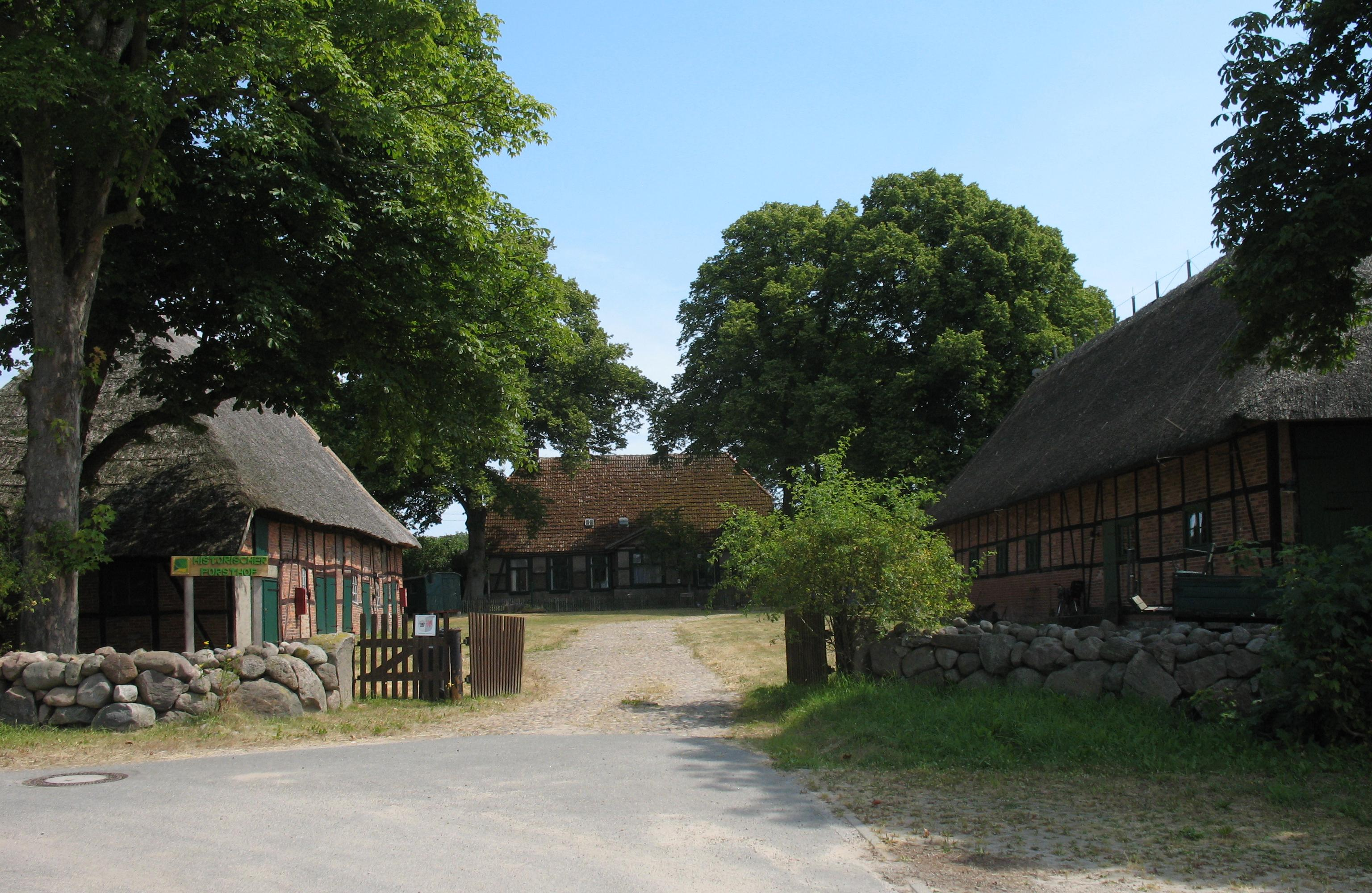
Forsthof (von Westen)
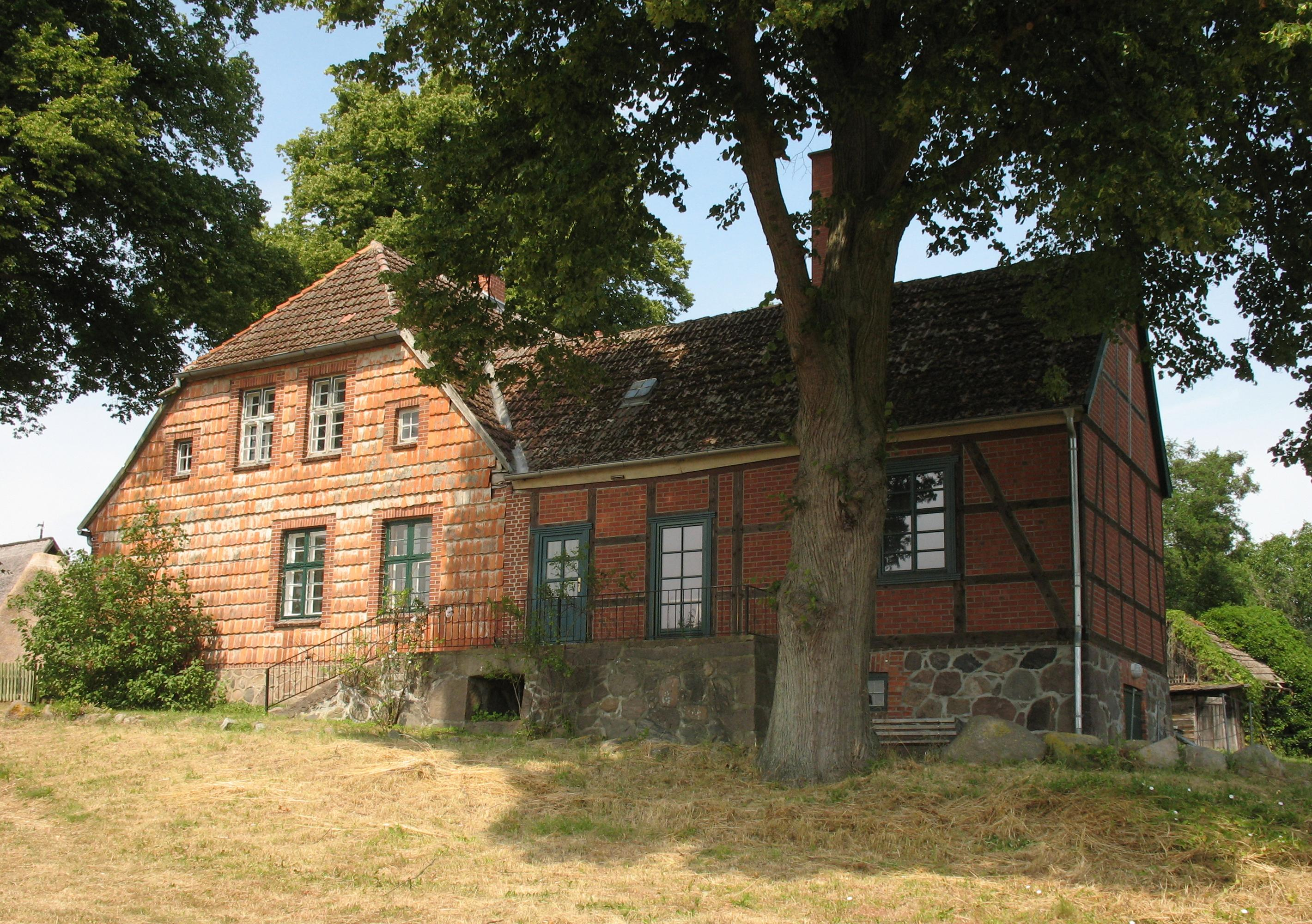
Forsthof (von Südosten)

## Verkehr
Die nächste Verbindung zur A 24 befindet sich am Autobahnanschluss Wittenburg in 13 Kilometern Entfernung.